# Liste der Stolpersteine im Komitat Bács-Kiskun

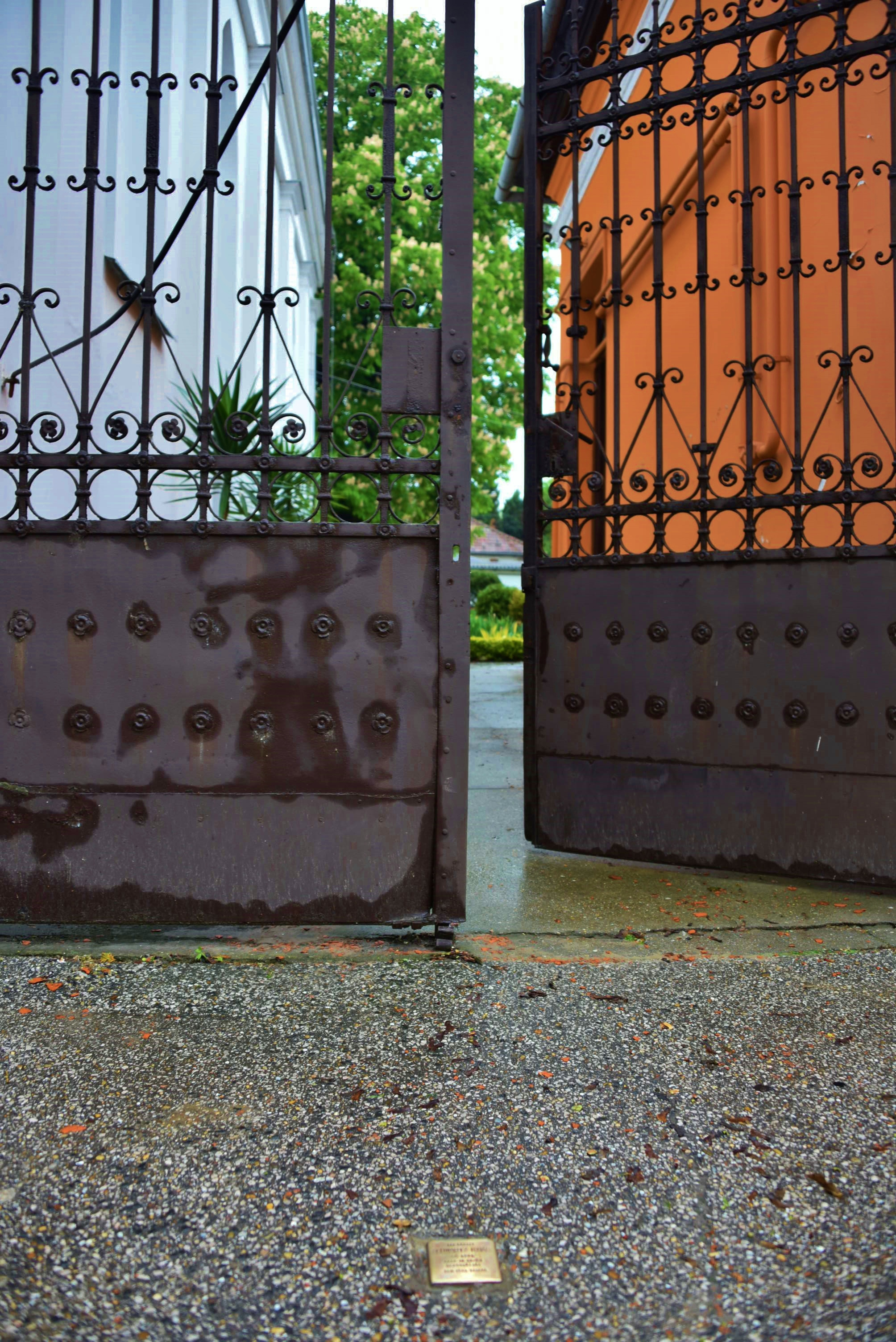
Stolperstein für Ignác Schwartz in Kiskunhalas

Die Liste der Stolpersteine im Komitat Bács-Kiskun enthält die Stolpersteine, die im Komitat Bács-Kiskun in der Südlichen Großen Tiefebene Ungarns verlegt wurden. Stolpersteine erinnern an das Schicksal der Menschen, welche von den Nationalsozialisten ermordet, deportiert, vertrieben oder in den Suizid getrieben wurden. Die Stolpersteine wurden von Gunter Demnig verlegt und liegen im Regelfall vor dem letzten selbstgewählten Wohnsitz des Opfers. Stolpersteine heißen auf Ungarisch Botlatókő. Die erste Verlegung in diesem Komitat fand am 21. Juni 2007 in Kiskunhalas statt.
Die ungarische Namensschreibung setzt den Familiennamen stets an die erste Stelle.

## Verlegte Stolpersteine

### Baja
In Baja (deutsch Frankenstadt) wurden zwei Stolpersteine verlegt.
| Stolperstein | Übersetzung                                                                                 | Verlegeort                   | Name, Leben                                  |
| ------------ | ------------------------------------------------------------------------------------------- | ---------------------------- | -------------------------------------------- |
|              | HIER WOHNTE JÓZSEF KRAUSER GEB. 1879 ERMORDET 1944 IN AUSCHWITZ                             | Táncsics Mihály utca 34 Baja | József Krauser (1879–1944)                   |
|              | HIER WOHNTE DIE FRAU DES JÓZSEF KRAUSER TERÉZ ROLLBERG GEB. 1888 ERMORDET 1944 IN AUSCHWITZ | Táncsics Mihály utca 34 Baja | Teréz Krauser, geborene Rollberg (1888–1944) |

### Kiskunhalas
In Kiskunhalas wurden fünf Stolpersteine an vier Adressen verlegt.
| Stolperstein | Übersetzung                                                                                         | Verlegeort                          | Name, Leben                            |
| ------------ | --------------------------------------------------------------------------------------------------- | ----------------------------------- | -------------------------------------- |
|              | HIER WOHNTE DR. ÁRON FRANKL JG. 1880 17. JUNI 1944 DEPORTIERT 15. APRIL 1945 IN RANDEGG ERMORDET    | Kossuth utca 27 · Kiskunhalas ·     | Dr. Áron Frankl                        |
|              | HIER WOHNTE ANTAL GRÓSZ JG. 1912 17. JUNI 1944 DEPORTIERT 22. JANUAR 1945 IN BERGEN-BELSEN ERMORDET | Bethlen Gábor tér 7 · Kiskunhalas · | Antal Grósz                            |
|              | HIER WOHNTE BORBÁLA HOLLÄNDER JG. 1883 17. JUNI 1944 DEPORTIERT 15. APRIL 1945 IN RANDEGG ERMORDET  | Kossuth utca 27 · Kiskunhalas ·     | Borbála Holländer, verehelichte Frankl |
|              | HIER WOHNTE IGNÁC SCHWARTZ JG. 1851 17. JUNI 1944 DEPORTIERT NICHT ZURÜCKGEKEHRT                    | Petőfi utca 1 · Kiskunhalas ·       | Ignác Schwartz                         |
|              | HIER WOHNTE LÁSZLÓ VÁRNAI (WINTER) JG. 1915 ZWANGSARBEIT 19. NOVEMBER 1943 IN KRINYICA ERMORDET     | Szilády Áron utca 3 · Kiskunhalas · | László Várnai, auch Winter             |

### Tiszakécske
In Tiszakécske wurden zwei Stolpersteine an einer Adresse verlegt.
| Stolperstein | Übersetzung                                                                                           | Verlegeort              | Name, Leben                   |
| ------------ | --- | ----------------------- | ----------------------------- |
|              | HIER WOHNTE ISTVÁN SCHWARCZ JG. 1888 DEPORTIERT 1944 ERMORDET AUSCHWITZ                               | Béke u. 132 Tiszakécske | István Schwarcz               |
|              | HIER WOHNTE DIE FRAU VON ISTVÁN SCHWARCZ GEB. SÁRA GESMAY JG. 1898 DEPORTIERT 1944 ERMORDET AUSCHWITZ | Béke u. 132 Tiszakécske | Sára Schwarcz geborene Gesmay |

## Verlegedaten
Die Stolpersteine in diesem Komitat wurden von Gunter Demnig persönlich an folgenden Tagen verlegt:
- 19. Juni 2007: Kiskunhalas
- 9. August 2018: Tiszakécske
- 4. September 2022: Baja